# 陳英 (民謠歌手)
陳英（1933年—）生於台灣屏東縣恆春鎮，為民謠藝師。2020年由中華民國文化部認定為重要傳統表演藝術「恆春民謠」保存者。
陳英1933年出生於恆春半島，小時候因見父親好友陳達用月琴民謠表達恆春大小事，而認識恆春民謠。稍長後，跟著大人到山崗割瓊麻賺取家用時，陳英也經常跟工作夥伴互唱民謠，當成工作上的紓壓。
陳英十九歲結婚後，為了家庭生計曾一度中斷歌唱。待生活穩定後，她重拾歌唱並參加歌謠比賽，1968年首次獲得地方廟會歌謠比賽冠軍，開始轉戰各地比賽，累積演唱經驗。
陳英過了六十歲後，先後向歌謠前輩許天卻、張新傳、張文傑學習月琴。張新傳對她的教導是學習月琴應堅持傳統方法、用心琢磨，不宜用現代記譜方式學習。陳英通達〈思想起〉、〈平埔調〉、〈五孔小調〉、〈牛尾伴〉、〈守牛調〉、〈四季春〉、〈楓港小調〉等調子。最擅長的曲調是〈思想起〉和〈四季春〉。她也和她的學琴啟蒙導師陳達一樣，利用〈思想起〉和〈四季春〉為曲調，唱出短篇的敘事歌〈阿遠和阿發的悲慘故事〉。